# Cantharellus densifolius
Cantharellus densifolius é uma espécie de fungo pertencente à família Cantharellaceae.